# Городишер, Анхелика
Анхелика Беатрис дель Росарио Аркале де Городишер (28 июля 1928, Буэнос-Айрес — 5 февраля 2022, Росарио) — аргентинская писательница.

## Биография
Родилась 28 июля 1928 года в Буэнос-Айресе в семье бизнесмена и поэтессы.
В 1936 семья переехала в Росарио, где Городишер провела всю жизнь. Окончив школу № 2, Городишер в течение нескольких лет изучала литературу в Национальном университете «Дель — Литораль».
Профессиональную литераторский деятельность начала в 30 лет. В 1964 году был опубликован её первый рассказ — «Летом, во время сиесты с Мартиной» (исп. En verano, a la siesta y con Martina), а в 1965 году уже вышел целый сборник реалистических рассказов — «Рассказы с солдатами» (исп. Cuentos con Soldados). Однако, писательница больше известна в жанре научной фантастики: «Опус два» (исп. Opus dos), «Кальпа Империи» (исп. Kalpa Imperial), «Трафальгар» (исп. Trafalgar) и др.
Более того, она считается одним из самых влиятельных авторов этого жанра. Вместе с испанкой Элией Барсело и кубинкой Даиной Чавьяно входит в так называемую «женскую тройку испаноязычной научной фантастики». Её стиль часто сравниваются с Хорхе Луисом Борхесом. Лауреат многих литературных премий, в частности в 2011 году получила Всемирную премию фентези за заслуги перед жанром.
Замужем, воспитала дочь и троих сыновей. Убеждённая феминистка. В течение 1990-х организовала ряд коллоквиумов и симпозиумов на тему женщин-писательниц Латинской Америки.
Она умерла 5 февраля 2022 года в возрасте 93 лет у себя дома.